# Trans Éco Express
Pour les articles homonymes, voir TEE.
 (novembre 2022).
Le Trans Éco Express, ou TEE, est un réseau de transport en commun en site propre en cours de création sur l'île de La Réunion, département d'outre-mer français dans le sud-ouest de l'océan Indien. Le projet était inscrit au programme de la liste emmenée par Didier Robert à l'élection régionale de 2010 en remplacement du tram-train de La Réunion envisagé par la majorité sortante. Il prendra la forme d'un réseau d'autobus à haut niveau de service jusqu'à nouvel ordre.

## Annexe